# Карпов, Фёдор Андреевич (воевода)
Фёдор Андреевич Карпов — голова и воевода во времена правления Ивана IV Васильевича Грозного.
Из дворянского рода Карповы, ветвь Рюриковичи. Второй сын головы Андрея Фёдоровича Карпова. Имел братьев: Афанасия, Петра и Михаила Андреевичей.

## Биография
В 1547 году второй голова в Галиче. В октябре 1551 года написан семьдесят четвёртым во вторую статью московских детей боярских. В 1552 году третий голова в выборном полку в Казанском походу с Государём. В 1554 году отправлен с войсками на Астрахань, где во многих боях разбил астраханских татар и по завоевании города, послан в июле воеводою в отряд на Бузинский проток и поражая везде неприятеля покорил Астраханское ханство. В 1555 году первый посылочный воевода для второй посылки в Передовом полку казанских войск. В 1559 году третий голова Большого полка при боярине и князе Телятьевском в походе на Лифляндию. В 1561 году третий воевода в Свияжске. В 1564 году сидел за столом седьмым при приёме и угощении у князя и боярина Бельского польского посла. В 1565 году второй воевода в Туле, а с мая в связи с крымской и литовской угрозами голова войск правой руки на берегу Оки при боярине Мстиславском. В сентябре 1566 года второй воевода в Дедилове. В сентябре 1567 года пристав у царевича Кайбулы в Большом полку, сперва в Великих Луках, а после во Пскове. В этом же году второй воевода войск левой руки против крымцев. В 1569 году представлял Государю польского гонца.
По родословной росписи показан бездетным.